# Noi/Ai confini della realtà
Noi/Ai confini della realtà è il diciottesimo singolo dei Matia Bazar, pubblicato nel 1987, estratto dall'album Melò (1987).

## Il disco
Esiste in tre formati: 7" e Mix 12" pollici (stata registrata allo Studio Excalibur di Milano) e Picture disc 12" in versione estesa.

## Noi
Ha tre versioni di durata crescente: singolo, album (5:06) ed estesa.
È stato presentato dal gruppo al Festivalbar 1987 insieme a Mi manchi ancora, presente nello stesso album Melò.
Il videoclip del brano, realizzato negli studi di Cinecittà, utilizza, come scenografia, gli stessi esterni del film Momo.
Nel 1995 la canzone è stata interpretata da Laura Valente e inserita nell'album Radiomatia.

### Life
Versione in inglese della canzone Noi (lett. "Vita"), è stata inserita, rimasterizzata, nella raccolta in doppio CD Fantasia - Best & Rarities del 2011.

## Tracce
Singolo 7" (CGD 10740)

Lato A
1. Noi (versione singolo) – 4:12 (testo: Aldo Stellita – musica: Sergio Cossu)

Lato B
1. Ai confini della realtà – 4:21 (testo: Marco Guzzetti, Aldo Stellita – musica: Sergio Cossu)

Maxi singolo 12" Picture disc (Blow Up – INT 125.592)

Lato A
1. Noi (versione estesa) – 5:06 (testo: Aldo Stellita – musica: Sergio Cossu)

Lato B
1. Noi (versione singolo) – 4:10 (testo: Aldo Stellita – musica: Sergio Cossu)
2. Ai confini della realtà – 4:21 (testo: Marco Guzzetti, Aldo Stellita – musica: Sergio Cossu)

Maxi singolo 12" mix (CGD 15318)

Lato A
1. Life (versione estesa) – 6:45 (testo: Aldo Stellita – musica: Sergio Cossu) – remix Massimo Carpani

Lato B
1. Noi (versione estesa) – 6:30 (testo: Aldo Stellita – musica: Sergio Cossu)
2. Noi (strumentale) – 6:00 (musica: Sergio Cossu)

## Formazione
- Antonella Ruggiero - voce solista
- Sergio Cossu - tastiere
- Carlo Marrale - chitarra, voce
- Aldo Stellita - basso
- Giancarlo Golzi - batteria

## Classifiche
| Classifica (1987) | Posizione raggiunta |
| ----------------- | ------------------- |
| Italia            | 31                  |